# 盖尔采
盖尔采，是匈牙利沃什州所辖的一个村，总面积18.30平方公里，总人口1116，人口密度61.0人/平方公里（2010年1月1日）。